# Генріх VII (король Англії)
Генріх VII (англ. Henry VII; 29 січня 1457 — 21 квітня 1509) — король Англії у 1485–1509 роках, син Едмунда Тюдора, графа Річмонда (1430–1456 роки). Засновник династії Тюдорів.

Біло-червона троянда — емблема Тюдорів

Провів юнацькі роки в Бретані, у 1485 висадився в Британії, щоб очолити повстання проти Річарда ІІІ, що завершилося поразкою Річарда і його смертю біля Босворта. Одружившись з Єлизаветою Йоркською у 1486, об'єднав двори Йорків і Ланкастерів. У 1497 відбулося повстання йоркців, але Генріх відновив порядок після воєн Червоної і Білої троянди і отримав незалежність від парламенту, заклав основи абсолютизму. Його наступником став син Генріх VIII.

## Походження
З народження до вступу на престол майбутній король мав ім'я Генріх Тюдор, граф Річмонд (Earl of Richmond). За лінією батька належав до стародавнього уельського роду, що прийняв прізвище Тюдорів на честь прапрадіда Генріха, Тудура ап Горонві (валл. Tudur ap Goronwy). Дід Генріха, Оуен Тюдор, перебував на службі у вдови короля Генріха V й матері Генріха VI французької принцеси Катерини Валуа; невідомо точно, чи був освячений таємним шлюбом їхній багаторічний зв'язок, від якого народилось кілька визнаних дітей. Їхній син Едмунд Тюдор, 1-й граф Річмонд, одноутробний брат короля Генріха VI, ще раз поріднився з родом Ланкастерів, одружившись з Маргаритою Бофорт, онукою позашлюбного (в подальшому узаконеного) сина засновника дому Ланкастерів Джона Гентського.
13-річна Маргарита народила єдину дитину — майбутнього Генріха VII — за два місяці після передчасної смерті чоловіка. У цей час вже тривала Війна Червоної та Білої троянд. Вдова графиня Річмонд ще двічі виходила заміж за видатних прибічників дому Ланкастерів, другий з них — Томас Стенлі — надалі допоміг пасинку, зрадивши Річарду III у битві під Босвортом.

## Шлях до влади

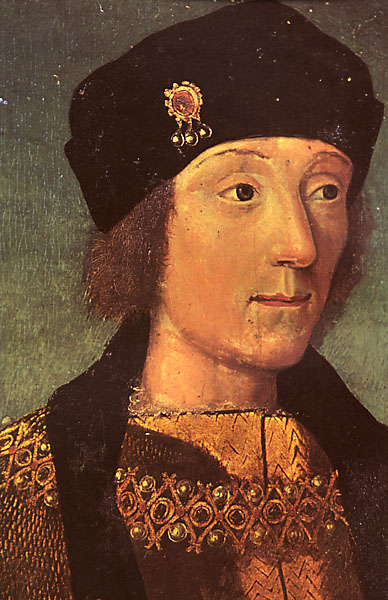
Генріх, граф Річмонд, в молодості. Невідомий французький художник. Музей Кальве

Якими б примарними не були права Генріха Тюдора, нащадка позашлюбного сина (родина Бофортів традиційно вважалась такою, що не має прав на престол, окрім того, незаконним вважався і шлюб Овена Тюдора та Катерини Французької — якщо такий взагалі був), після загибелі Генріха VI та його сина Едуарда, принца Уельського у 1471 році граф Річмонд, який був разом із дядьком Джаспером Тюдором в еміграції у Франції, опинився серед небагатьох живих представників Ланкастерської династії. З 1475 року Генріх жив у герцогстві Бретань у герцога Франциска II на правах бранця, однак мав добрі умови.
Під час стабільного царювання Едуарда IV у ланкастерських претендентів було мало шансів на успіх, але по його смерті й усунення від влади (та, як зазвичай вважається, убивства) його синів Річардом III (1483) в Англії знову настала доба заколотів і заворушень опозиції. Філіп де Коммін писав у «Мемуарах»: «Господь дуже швидко надіслав королю Річарду ворога, у якого не було жодної копійки за пазухою, як здається, жодних прав на корону Англії — загалом, не було нічого достойного, окрім честі; але він довго страждав й більшу частину життя був бранцем…». За підтримки Франції у 1485 році Генріх висадився в Уельсі, де, скориставшись валлійським походженням свого роду, набрав чимало прибічників. 22 серпня 1485 року у битві під Босвортом армія короля Річарда була розбита, а сам він загинув. Генріха було проголошено королем на полі бою та, вступивши за якийсь час до Лондона, парламентською постановою затвердив престол за собою та своїми нащадками без усілякого спеціального підґрунтя — таким чином, він став королем Англії за правом завоювання, подібно до Вільгельма I. Якщо б Генріх Тюдор офіційно претендував на корону за правом спадщини Ланкастерського дому, то її, очевидно, мав отримати не він, а його мати — леді Маргарита Бофорт. Маргарита, яка ненадовго пережила сина, не конфліктувала з ним з приводу претензій на престол, хоч іноді підписувалась «Margaret R» (тобто, королева).

## Початок царювання

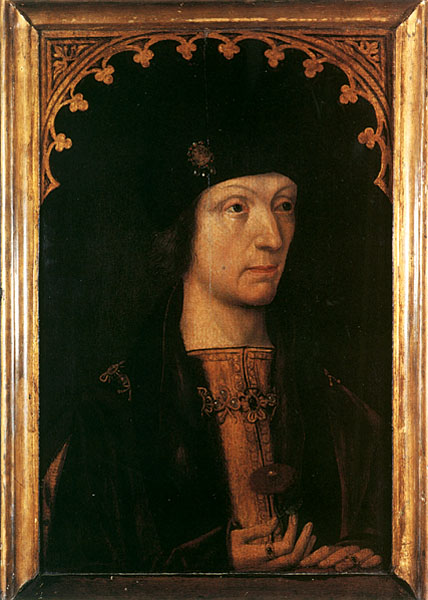
Король Генріх VII близько 1500 року. Копія із втраченого оригіналу. Лондон, товариство антикварів

Початок царювання Генріха VII супроводжувався першим спалахом епідемії загадкової хвороби (ймовірно занесеної його найманцями з Франції) з високим рівнем смертності — так званої «пітливої гарячки» чи англійського поту, що було сприйнято народом як поганий знак. Після коронації Генріх одружився з племінницею Річарда III, дочкою Едуарда IV Єлизаветою Йоркською, оголосивши про об'єднання домів, що раніше ворогували. Раніше її сватали за дружину самому дядькові, Річарду III. Цей шлюб, про який Генріх заявляв ще у Бретані, був умовою підтримки Генріха з боку парламенту; відомо, що він зволікав з його укладенням аж до січня 1486 року, а коронував дружину тільки наприкінці 1487 року. Як емблему (badge) династії Тюдорів було прийнято з'єднану білу та червону троянди (присутня на британському гербі донині). Окрім того, Генріх підкреслював також і валлійське походження, використовуючи в офіційних документах валлійський (а не просто зменшений) варіант свого імені — Harry — та назвавши старшого сина Артуром на честь легендарного кельтського короля Артура.

## Затвердження Тюдорів у боротьбі з іншими претендентами
Правління Генріха VII, що тривало 24 роки, виявилось однією з наймирніших епох в історії Англії, незважаючи на повстання самозванців, що трясли державу у перші роки — Ламберта Сімнела та Перкіна Ворбека. Генріх проявив істинно королівське милосердя до своїх (потенційних) суперників, не піддавши репресіям законного спадкоємця Річарда III, Джона де ла Поль,графа Лінкольна (за два роки підбурив заколот і загинув у бою); Сімнела було залишено в живих, він працював при дворі Генріха кухарем, а Ворбек утримувався тривалий час в Тауері в гарних умовах й був страчений тільки після спроби втекти.
Тим не менше, є версія, відповідно до якої Генріх VII, а не Річард III, був ініціатором убивства малолітніх синів Едуарда IV, які нібито дожили до 1485 року; убивство (разом з низкою інших, завідомо неймовірних злочинів) було, відповідно до цієї версії, приписано Річарду панегіристами Тюдорів, такими, як Джон Мортон чи Томас Мор. Вважати цю версію переконливою, підкріпленою документами неможна (як і версію про те, що ініціатором убивства був Річард III).

## Династичні союзи
Генріх VII посилив міжнародне становище Англії, одруживши свого старшого сина Артура, принца Уельського, з іспанською принцесою Катериною Арагонською, а дочку, Маргариту, видавши заміж за короля Шотландії Якова IV. Останній крок був покликаний нейтралізувати ворожі стосунки між двома британськими королівствами (раніше Яків IV підтримував претензії Ворбека), а за століття цей династичний союз приніс правнуку Якова й Маргарити, Якову VI, англійський престол та призвів до об'єднання двох держав. Після ранньої смерті принца Артура (1502) Катерина Арагонська залишилась в Англії, а після смерті свекра вийшла заміж за брата покійного чоловіка (зазвичай, такий шлюб вважався незаконним), Генріха VIII, на що було отримано спеціальний дозвіл від Папи Римського. Ця ситуація надалі сприяла скандальному розлученню Генріха VIII й розриву Англії з католицькою церквою (див. Англійська реформація).
Окрім того, молодша дочка Генріха VII Марія вступила, вже за правління свого брата, до шлюбу з королем Франції Людовіком XII (помер невдовзі після одруження).

## Інші події

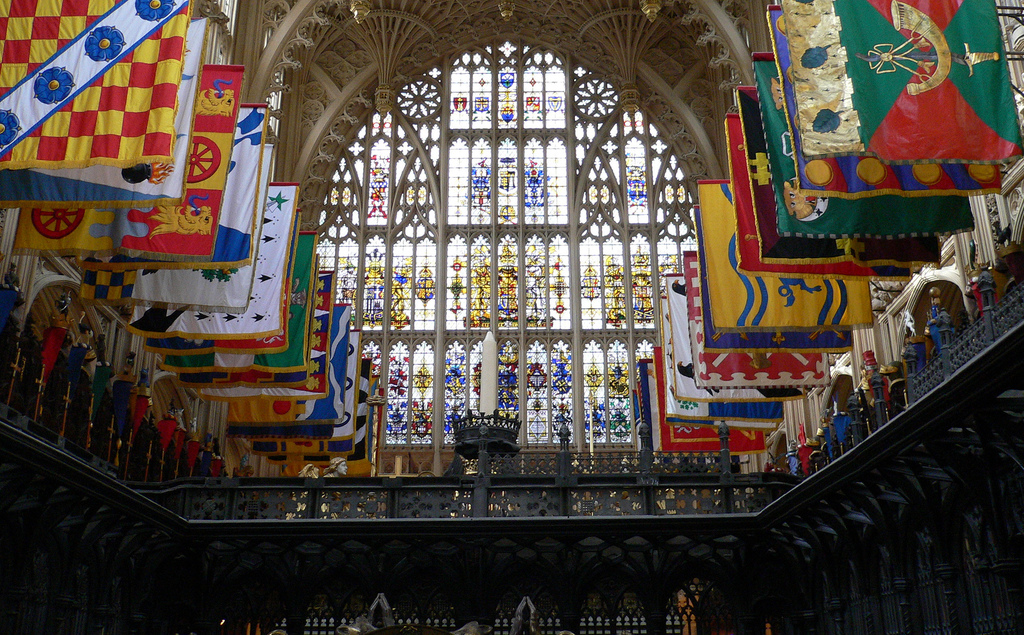
Капела Генріха VII у Вестмінстері — останній шедевр англійської готики

Генріх VII був бережливим монархом, який значно зміцнив бюджет Англії, понівечений за роки Столітньої війни та війни Червоної та Білої троянд. Для суду над дворянами при ньому було започатковано особливий орган — Зоряна палата.
До числа пам'ятних подій правління Генріха VII належить підтримана ним експедиція італійця на англійській службі Джованні Кабото (він же Джон Кебот) в Америку й відкриття Ньюфаундленду. Також на прохання Генріха відомий історик Полідор Вергілій почав писати «Історію Англії».
Король похований у Вестмінстерському абатстві, поруч зі своєю дружиною, Єлизаветою Йоркською, яку він пережив на сім років.
Йому спадкував другий син, Генріх VIII.

## Сім'я

### Дружина

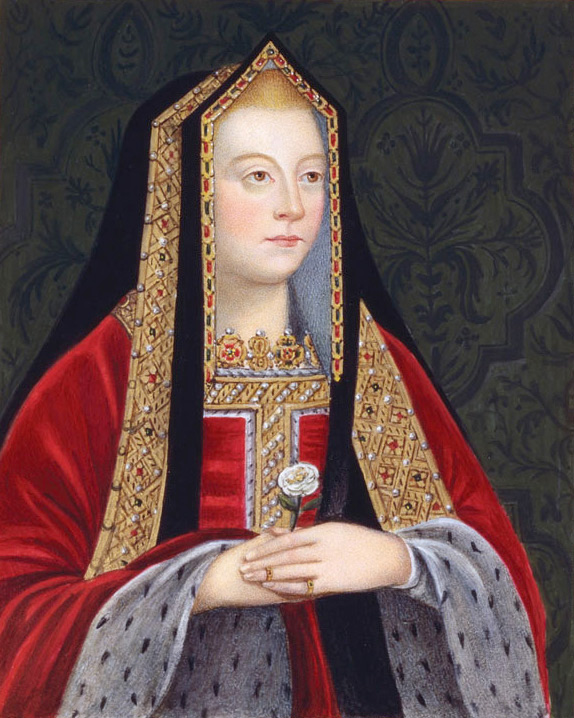
Єлизавета (1466—1503)

- 'Єлизавета
(1466—1503)

### Діти

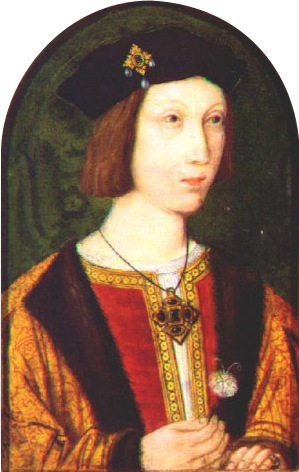
1 Артур (1486—1502)
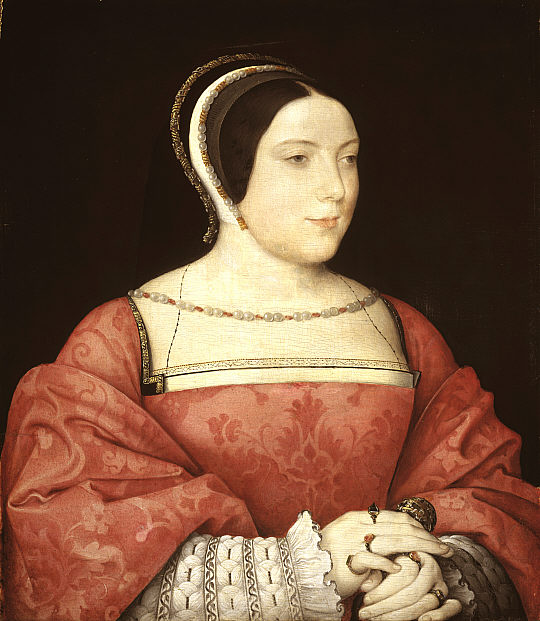
2 Маргарита (1489—1541)
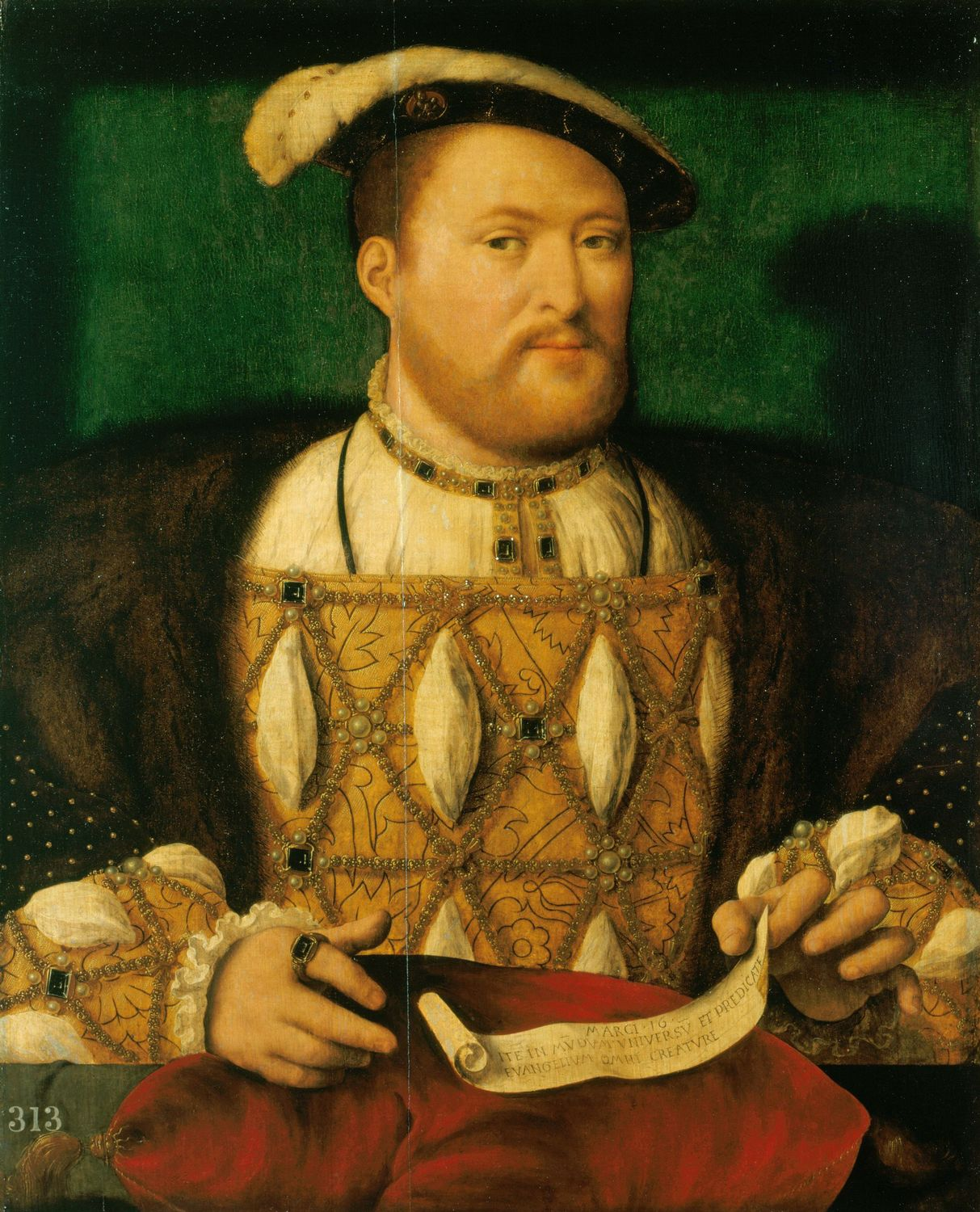
3 Генріх (1491—1547)
4 Єлизавета (1492—1495)
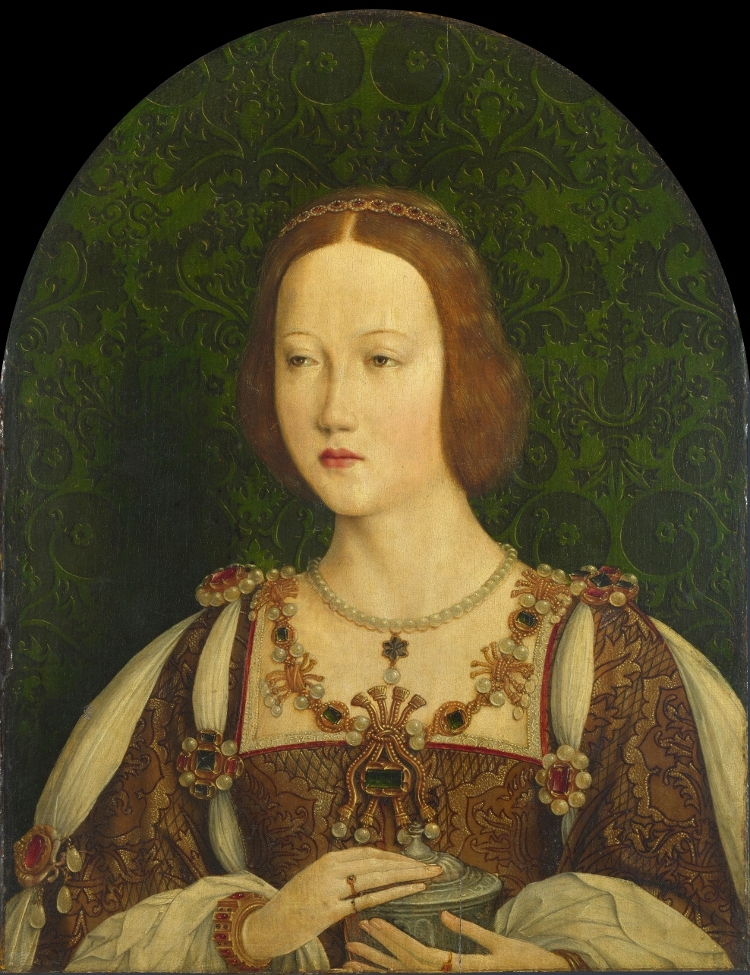
5 Марія (1496—1533)
6 Едуард[3] (1498—1499)
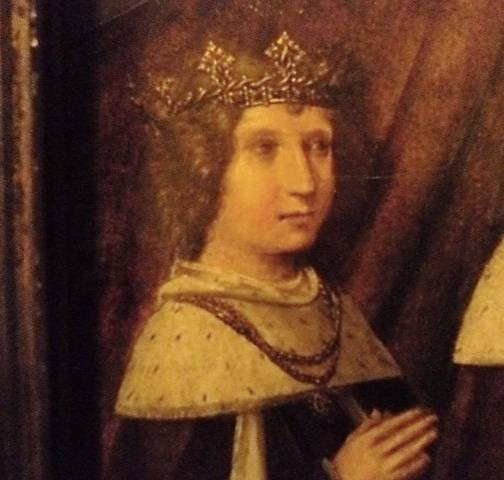
7 Едмунд (1499—1500)
8 Катерина (1503)

#### Бастарди

Роланд (1474—1535)

- Від невідомої:

- Роланд
(1474—1535)